# Плата (приток Эртиля)
Плата — река в России, протекает в Токарёвском районе Тамбовской области. Правый приток реки Эртиль.

## География
Река Плата берёт начало у села Кочетовка. Течёт на юг по открытой местности. На реке образовано несколько прудов. Устье реки находится у деревни Знаменка в 71 км по правому берегу реки Эртиль. Длина реки составляет 16 км, площадь водосборного бассейна 86,9 км². 

## Данные водного реестра
По данным государственного водного реестра России относится к Донскому бассейновому округу, водохозяйственный участок реки — Битюг, речной подбассейн реки — бассейны притоков Дона до впадения Хопра. Речной бассейн реки — Дон (российская часть бассейна).
По данным геоинформационной системы водохозяйственного районирования территории РФ, подготовленной Федеральным агентством водных ресурсов:
- Код водного объекта в государственном водном реестре — 05010100912107000003941
- Код по гидрологической изученности (ГИ) — 107000394
- Код бассейна — 05.01.01.009
- Номер тома по ГИ — 07
- Выпуск по ГИ — 0